# ۴۷۴ (قمری)
۴۷۴ (قمری)، چهارصد و هفتاد و چهارمین سال در گاهشماری هجری قمری است. اول محرم این سال برابر با هفدهم ژوئن سال ۱۰۸۱ میلادی است.

## وابسته
- مزیدیان